# 名古屋お金物語2
名古屋お金物語2（なごやおかねものがたり2）はNHKのドラマ新銀河で1997年2月10日から3月13日まで放送されたテレビドラマ。1995年に放送された「名古屋お金物語」の続編である。
本作品は「名古屋お金物語」から原作者、制作陣、およびメイン・キャストの多くを引き継いでいる意味では当該作品の“続編”であるとも言えるが、両作が扱っているストーリーの間には前後の連続性が無く（「～お金物語」はラーメン店経営、「～お金物語2」は閉店した回転寿司店を活用した回転塾という塾経営）、より厳密には『第2弾』もしくは『続作』と捉えるべき内容となっている。

## キャスト
- 時任三郎
- 萩原流行
- とよた真帆
- 矢崎滋
- 宍戸錠
- 矢田裕子
- 片岡礼子
- 西谷卓統
- 高瀬春奈

## スタッフ
- 作 - 清水有生[1]
- 音楽 - ボブ佐久間[1]
- 制作統括 - 竹内豊[1]
- 美術 - 荒井敬[1]
- 技術 - 小岩靖司[1]、久野博[1]
- 音響効果 - 滝川雅己[1]、菅野秀典[1]、沢田智哉[1]
- 演出 - 榎戸崇泰[1]、井上芳樹[1]、佐藤譲[1]
- 制作 - NHK（名古屋放送局制作）

## 主題歌
- 時任三郎「PARADOX～のんびり行こう～」[1]